# Dingle (Iloilo)
Dingle ist eine philippinische Stadtgemeinde in der Provinz Iloilo. Sie hat 45.335 Einwohner (Zensus 1. August 2015). Auf Teilen des Gebietes der Gemeinde liegt der Bulabog-Putian-Nationalpark.

## Baranggays
Dingle ist politisch in 33 Baranggays unterteilt.
| - Abangay - Agsalanan - Agtatacay - Alegria - Bongloy - Buenavista - Caguyuman - Calicuang - Camambugan - Dawis - Ginalinan Nuevo | - Ginalinan Viejo - Gutao - Ilajas - Libo-o - Licu-an - Lincud - Matangharon - Moroboro - Namatay - Nazuni - Pandan | - Poblacion - Potolan - San Jose - San Matias - Siniba-an - Tabugon - Tambunac - Tanghawan - Tiguib - Tinocuan - Tulatula-an |